# Aitor Huegun Etxeberria
Aitor Huegun Etxeberria (Sant Sebastià, Guipúscoa, 9 d'agost de 1972) és un futbolista basc. Juga com a davanter centre i el seu actual equip és la SD Lemona del Grup I de la Segona Divisió B d'Espanya.

## Trajectòria
Aitor Huegun és un davanter centre que milita en la SD Lemona. Nascut a Sant Sebastià el 9 d'agost de 1972. Amida 1,89 m. i pesa 87 kg. Es va formar al planter de l'Athletic Club amb el qual va debutar en Primera Divisió l'any 1994, però no va poder consolidar-se a la màxima divisió.
Ha jugat la major part de la seua carrera a la categoria de bronze i és un jugador que sempre ha fet gols allà on ha estat, vivint la seva millor època en el Lorca Deportiva CF, on va estar dos anys i va jugar dues fases d'ascens a Segona Divisió ascendint en la segona d'elles davant el Real Unión de Irun.

## Clubs
| Club                 | Periodo     | Partidos | Goles |
| -------------------- | ----------- | -------- | ----- |
| Bilbao Athletic      | 1992-1995   | 87       | 19    |
| Athletic Club        | 1994        | 3        | 0     |
| RCD Mallorca (cedit) | 1995 - 1996 | 21       | 2     |
| SD Eibar (cedit)     | 1996 - 1997 | 29       | 4     |
| Athletic Club        | 1997 - 1998 | 1        | 0     |
| Elx CF               | 1998 - 2000 | 62       | 11    |
| Granada CF           | 2000 - 2001 | 59       | 19    |
| Motril CF            | 2001 - 2002 | 38       | 15    |
| Cartagonova          | 2002 - 2003 | 32       | 10    |
| Lorca Deportiva      | 2003 - 2005 | 82       | 41    |
| Real Unión           | 2005 - 2007 | 76       | 18    |
| Barakaldo CF         | 2007 - 2008 | 34       | 4     |
| SD Lemona            | 2008 - 2009 | 31       | 6     |